# 长龙岛
长龙岛（日语：南東小島）是钓鱼岛及其附属岛屿中的一个小岛，位于南小岛东南，坐标为25°43.2′N 123°33.4′E。2012年3月3日，中华人民共和国国家海洋局、民政部公布其标准名称
。
长龙岛是南小岛紧邻岛屿之一，是南小岛东南方向各个小卫星岛屿（飞龙北岛、飞龙岛、龙珠岛、飞龙南岛、长龙岛、金龙岛）中最大的一个。中华人民共和国公布的钓鱼岛海区的领海基线，其中一个基点就在长龙岛。

## 外部連結
- 中華民國內政部釣魚臺列嶼簡介（繁體中文）
- ウオッちず 地図閲覧サービス（試験公開） （页面存档备份，存于）（日本国土地理院の地形図）（日語）